# Nuffield College

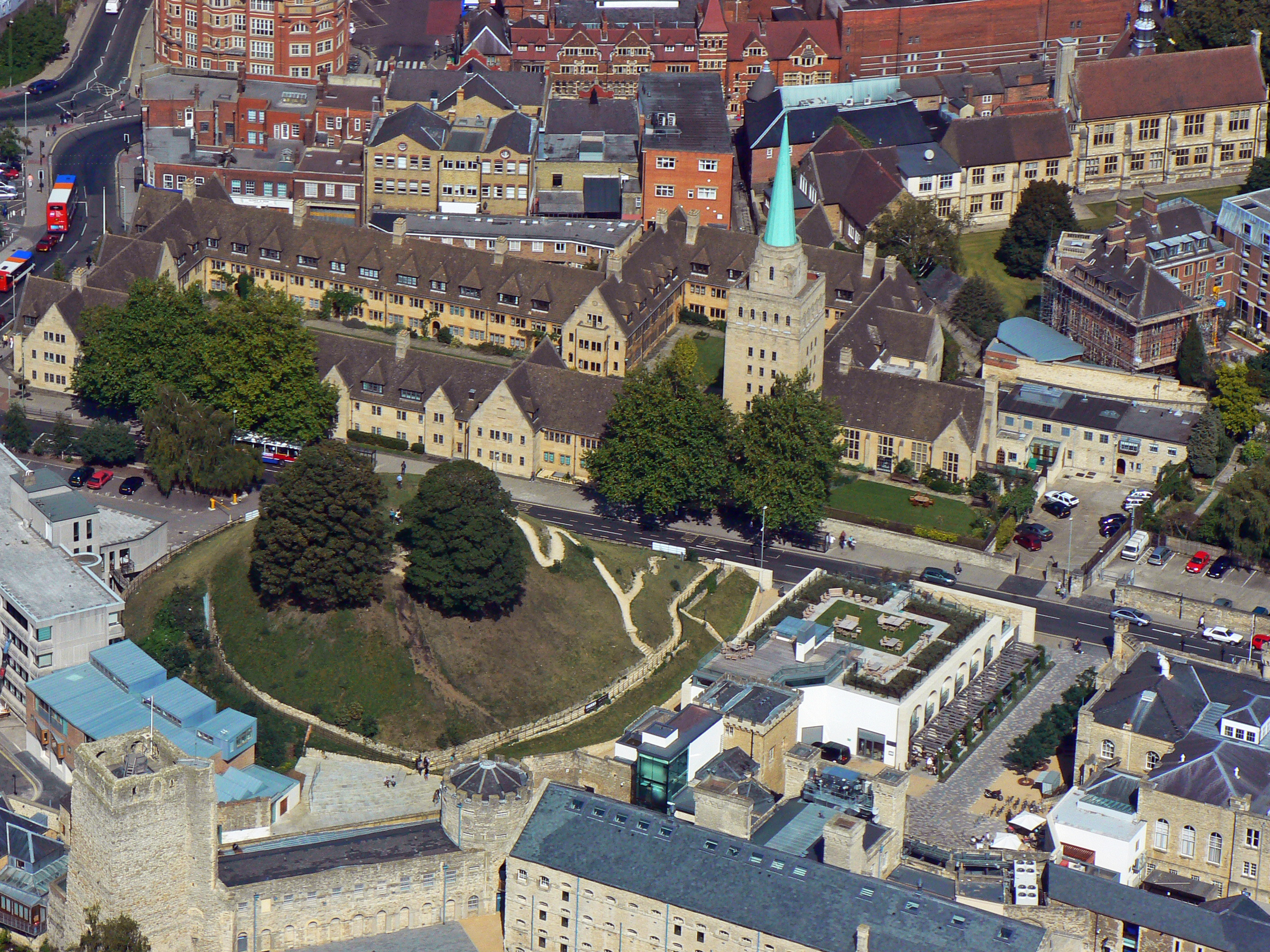
Flygfoto över Nuffield College. I förgrunden Oxford Castle.

Nuffield College [ˈnʌfiːld ˈkɒlɪdʒ] är ett college vid Oxfords universitet i England. Colleget är ett av de mindre i Oxford och grundades 1937 av industrialisten William Richard Morris, Viscount Nuffield, även känd som grundare av Morris Motors. Nuffield College har en tydlig samhällsvetenskaplig profil och är inriktat mot postgraduala studier inom främst ekonomi, statsvetenskap och sociologi. Det hade 2019 omkring 75 forskarstuderande och omkring 60 anställda universitetslärare.

## Historia
Colleget var det första i Oxford som redan från starten antog både manliga och kvinnliga studenter på lika villkor. De första lärarna vid colleget rekryterades 1939 men på grund av andra världskriget kom uppförandet av collegets byggnader att fördröjas. Istället bedrevs verksamheten under kriget i form av Nuffield College Social Reconstruction Survey, inriktat på att undersöka frågeställningar omkring den kommande uppbyggnaden av efterkrigssamhället. De första forskarstudenterna antogs 1945 och 1958 fick colleget status som fullvärdigt medlemscollege vid universitetet genom ett privilegiebrev överlämnat av hertigen av Edinburgh.
1949 började collegets huvudbyggnad uppföras norr om Oxford Castle vid New Road och Worcester Street, efter ritningar av Austen Harrison. Harrisons ursprungliga Medelhavsinspirerade arkitektur förkastades av Lord Nuffield, som eftersträvade en mer traditionell engelsk Cotswaldstil. På grund av byggnadsrestriktioner efter kriget kunde byggnaden färdigställas först 1960, med mindre ändringar under byggperioden. Bland annat kom det ursprungliga 46 meter höga dekorativa tornet, krönt av en spira, att även få inrymma collegets bibliotek, och en del av det avsedda utrymmet för colleget vid Worcester Street upptas fortfarande av en temporär parkeringsyta väster om byggnaderna. Colleget inryms huvudsakligen omkring två innergårdar, en bostadsdel och en som inrymmer gemensamma funktioner som administration, bibliotek och samlingssal.
Collegets tegelinklädda torn med spiran var den första spiran som uppfördes i Oxford på 200 år, och den var redan från starten kontroversiell. Medan arkitekturhistoriker som Nikolaus Pevsner förutspått att tornet med tiden skulle bli ett älskat bidrag till Oxfords skyline, har andra arkitekter och skribenter som Jan Morris karakteriserat byggnaden som en av 1900-talets större arkitektoniska missprydnader i Oxford.

## Kända medlemmar

### Fellows
Till kända personer som undervisat vid colleget hör statsvetaren och filosofen Michael Oakeshott, ekonomerna G. D. H. Cole och Tony Atkinson och statistikern David Cox. Tre fellows vid colleget har tilldelats Sveriges Riksbanks pris i ekonomisk vetenskap till Alfred Nobels minne: John Hicks, James Mirrlees och Amartya Sen. Investeraren och filantropen George Soros har varit gästande medlem av colleget.

### Alumner
Bland kända alumner från colleget märks den brittiska centralbankschefen Mark Carney, den indiska tidigare premiärministern Manmohan Singh, den australiska politikern Geoff Gallop, samt ekonomen Nicholas Stern.